# Ad Astra Rocket Company
Ad Astra Rocket Company è un'impresa statunitense di razzi di propulsione che si dedica allo sviluppo di una tecnologia per razzi con propulsione al plasma. Fu fondata il 14 gennaio 2005 a Webster, in Texas vicino al centro NASA Johnson Space Center. Il presidente e CEO della Ad Astra Rocket Company è l'astronauta in pensione, il dottor Franklin Chang Díaz. L'azienda ha lavorato sul concetto di Chang Díaz del Razzo Magnetoplasma a Impulso Specifico Variabile, noto con l'acronimo VASIMR. Il VASIMR ha lo scopo di ottenere diversi vantaggi rispetto agli attuali progetti di razzi chimici, tra cui il trasporto di carichi lunari, il rifornimento nello spazio e velocità ultra elevate per missioni spaziali lontane.
La Ad Astra Rocket Company Costa Rica (AARC CR) è una consociata interamente controllata di Ad Astra Rocket Company. AARC CR è stata costituita nel 2005. La struttura si trova a circa 10 km a ovest della città di Liberia, capitale della provincia di Guanacaste, in Costa Rica, nel campus della EARTH University. Il 13 dicembre 2006, il team costaricano di AARC ha generato il suo primo plasma. Dopo numerosi test su un'unità VASIMR da 200 kW per test a terra, l'azienda punta a una missione di test di volo di tre anni.
Nel marzo 2015, la NASA ha selezionato Ad Astra per il programma NextSTEP.